# Mistrovství Evropy ve fotbale 1968
Mistrovství Evropy ve fotbale 1968  se konalo v Itálii a šlo o třetí ročník turnaje. Prvně se oficiálně jmenoval "mistrovství Evropy", předtím byl znám jako "pohár evropských národů". Podobně jako ve Španělsku před čtyřmi lety i zde se podařilo týmu z pořadatelské země zúročit fanouškovskou podporu ve svůj prospěch. Squadra azzura v čele se „zlatým chlapcem“ Rivou si však pro triumf došla až na druhý pokus. První finálové utkání totiž skončilo remízou a muselo se opakovat. Premiérově si na klání zahráli Angličané a k titulu mistrů světa připojili evropský bronz.

## Stupně vítězů
| Zlato                           | Stříbro    | Bronz  | 4. místo |
| ------------------------------- | ---------- | ------ | -------- |
| Itálie - první titul v historii | Jugoslávie | Anglie | SSSR     |

## Kvalifikace
Kvalifikace se zúčastnilo 31 reprezentací, které byly rozlosovány do 8 skupin (sedm skupin po čtyřech a jedna tříčlenná). Ve skupinách se utkal každý s každým doma a venku. Vítězové skupin se následně střetli ve čtvrtfinále, kde se utkali systémem doma a venku o účast na závěrečném turnaji.

### Kvalifikované týmy
| Vlajka        | Stát       | Soupisky |
| ------------- | ---------- | -------- |
| Anglie        | Anglie     | Soupiska |
| Itálie        | Itálie     | Soupiska |
| Jugoslávie    | Jugoslávie | Soupiska |
| Sovětský svaz | SSSR       | Soupiska |

## Stadiony
| Řím                       | Neapol                    | Florencie                 |
| ------------------------- | ------------------------- | ------------------------- |
| Stadio Olimpico           | Stadio San Paolo          | Stadio Comunale           |
| Kapacita stadionu: 86,500 | Kapacita stadionu: 72,800 | Kapacita stadionu: 47,000 |
|                           |                           |                           |

## Finálový turnaj
|  | Semifinále            | Semifinále            |       |                 | Finále                | Finále |  |
|  |                       |                       |       |                 |                       |        |  |
|  | 5. červen – Neapol    |                       |       |                 |                       |        |  |
|  | Sovětský svaz         | 0                     |       |                 |                       |        |  |
|  | Itálie (hod mincí)    | 0                     |       |                 |                       |        |  |
|  |                       |                       |       |                 |                       |        |  |
|  |                       |                       |       |                 | 8. a 10. červen – Řím |        |  |
|  |                       |                       |       |                 | Itálie                | 1 (2)  |  |
|  |                       | Jugoslávie            | 1 (0) |                 |                       |        |  |
|  |                       |                       |       |                 |                       |        |  |
|  |                       |                       |       |                 |                       |        |  |
|  |                       |                       |       |                 | O třetí místo         |        |  |
|  | 5. červen - Florencie | 5. červen - Florencie |       | 8. červen - Řím | 8. červen - Řím       |        |  |
|  | Anglie                | 0                     |       | Anglie          | 2                     |        |  |
|  | Jugoslávie            | 1                     |       |                 | Sovětský svaz         | 0      |  |

### Semifinále
| 5. června 1968 18:00 |                   |               |                                                                          |
| Itálie               | 0 – 0 (po prodl.) | Sovětský svaz | Stadio San Paolo, Neapol diváci: 68 582 rozhodčí: Kurt Tschenscher (NSR) |
|                      |                   |               | Stadio San Paolo, Neapol diváci: 68 582 rozhodčí: Kurt Tschenscher (NSR) |

- O postupu Itálie rozhodl hod mincí.

| 5. června 1968 21:15 |       |        |                                                                                              |
| Jugoslávie           | 1 – 0 | Anglie | Stadio Comunale, Florencie diváci: 21 834 rozhodčí: José María Ortiz de Mendíbil (Španělsko) |
| Džajić 87'           |       |        | Stadio Comunale, Florencie diváci: 21 834 rozhodčí: José María Ortiz de Mendíbil (Španělsko) |

### O 3. místo
| 8. června 1968 18:45   |       |               |                                                                       |
| Anglie                 | 2 – 0 | Sovětský svaz | Stadio Olimpico, Řím diváci: 68 817 rozhodčí: István Zsolt (Maďarsko) |
| Charlton 39' Hurst 63' |       |               | Stadio Olimpico, Řím diváci: 68 817 rozhodčí: István Zsolt (Maďarsko) |

### Finále
| 8. června 1968 21:15 |                   |            |                                                                            |
| Itálie               | 1 – 1 (po prodl.) | Jugoslávie | Stadio Olimpico, Řím diváci: 85 000 rozhodčí: Gottfried Dienst (Švýcarsko) |
| Domenghini 80'       |                   | Džajić 39' | Stadio Olimpico, Řím diváci: 85 000 rozhodčí: Gottfried Dienst (Švýcarsko) |

- O mistru Evropy se nerozhodlo. Ve finále nebylo možno házet mincí, a tak se musel finálový zápas opakovat.

#### Opakovaný zápas
| 10. června 1968 21:15 |       |            |                                                                                        |
| Itálie                | 2 – 0 | Jugoslávie | Stadio Olimpico, Řím diváci: 55 000 rozhodčí: José María Ortiz de Mendíbil (Španělsko) |
| Riva 12' Anastasi 31' |       |            | Stadio Olimpico, Řím diváci: 55 000 rozhodčí: José María Ortiz de Mendíbil (Španělsko) |

Nejlepší střelec (celkem): Luigi Riva (Itálie) - 7 gólů

Nejlepší střelec finálového turnaje: Dragan Džajić (Jugoslávie) - 2 góly

## All-stars[2]

### Itálie 1968
- Dino Zoff
- Mirsad Fazlagić
- Giacinto Facchetti
- Ivica Osim
- Albert Šestěrňov
- Bobby Moore
- Angelo Domenghini
- Geoff Hurst
- Luigi Riva
- Sandro Mazzola
- Dragan Džajić